# Elisenda Malaret
Elisenda Malaret i García (Barcelona, 20 de marzo de 1958) es una jurista española, doctora en Derecho y catedrática de Derecho Administrativo de la Universidad de Barcelona y diputada al Congreso de los Diputados en la VIII e IX legislaturas.

## Biografía
Licenciada en Derecho por la Universidad de Barcelona en 1981, se doctoró con premio extraordinario en 1989. Ha publicado varios libros y numerosos artículos en revistas especializadas, ha sido profesora visitante en las universidades de París 1 Panthéon Sorbonne, París 2 Panthéon Assas, La Sapienza (Roma) y Cattolica del Sacro Cuore (Milán) entre otras, y es miembro de la red europea Public Contracts in Legal Globalization (PCLG). Desde 1986 es profesora de derecho administrativo en la Universidad de Barcelona y desde 1995 catedrática.
Fue escogida diputada por la provincia de Barcelona en las elecciones generales españolas de 2004 y 2008, como independiente en las listas del Partido de los Socialistas de Cataluña (PSC). Fue representante del Congreso de los Diputados en la Agencia Española de Protección de Datos. De junio de 2008 a junio de 2014 ha sido consejera del Consejo del Audiovisual de Cataluña.

## Obras más destacadas
- Malaret, M. "Administración pública y regulación económica", a AAVV.  La Autonomía municipal, administración y regulación económica, títulos académicos y profesionales, Cizur Menor: Aranzadi, 2007. ISBN 978-84-8355-456-2, pags. 127-162
- Malaret, M. "Els serveis públics informacionals: l'emergència de nous serveis públics en la societat de la informació i del coneixement", Revista catalana de dret públic, ISSN 1885-5709, Nº. 35, 2007, pp. 161-206
- Malaret, M.; Marsal, M. Las fundaciones de iniciativa pública: un régimen jurídico en construcción: la singularidad de las fundaciones locales, Barcelona: Fundación Carles Pi i Sunyer, 2005.ISBN 84-95417-59-6
- Malaret, M. et. al. "El derecho de la administración pública: derecho público y derecho privado; la relevancia de los principios constitucionales", a AAVV. Seminario sobre derecho público y derecho privado en la actuación de la administración publica, Barcelona: Instituto de Estudios Autonómicos, 1999. ISBN 84-7248-696-6, pp. 9-32
- Malaret, M. Público y privado en la organización de los Juegos Olímpicos de Barcelona 1992, Madrid : Cívitas, 1993. ISBN 84-470-0259-4
- Malaret, M. Régimen jurídico-administrativo de la reconversión industrial, Madrid: Civitas, Barcelona, 1991. ISBN 84-7398-924-4